# Irv Smith
Irvin Martin Smith (Trenton, 13 ottobre 1971) è un ex giocatore di football americano statunitense che ha militato nel ruolo di tight end nella National Football League (NFL).

## Biografia
Dopo avere giocato a football al college a Notre Dame, Smith fu scelto come 20º assoluto nel Draft NFL 1993 dai New Orleans Saints. Una stella a Notre Dame, non riuscì mai a imporsi tra i professionisti, dove ricevette al massimo 466 yard nella sua terza stagione ai Saints. Si ritirò dopo avere giocato nel 1998 coi San Francisco 49ers e nel 1999 coi Cleveland Browns.

## Statistiche
| Ricezioni     | 183   |
| Yard ricevute | 1.788 |
| Touchdown     | 15    |

## Famiglia
Il figlio, Irv Smith Jr., gioca nella National Football League come tight end per i Minnesota Vikings.